# 西蒙·皮埃尔·琼吉
西蒙·皮埃尔·琼吉（英語：Simon Pierre Tchoungui，1916年10月28日—1997年7月）是一名醫生，並且在1965年10月至1972年5月20日期間曾經擔任過東喀麥隆總理。